# Otto Kaiser (Ingenieur)
Otto Kaiser (* 27. Dezember 1879 in Zweibrücken; † 29. September 1948 in St. Ingbert) war ein deutscher Ingenieur und Gründer der Maschinenfabrik Otto Kaiser.

## Leben
Otto Kaiser absolvierte ein Ingenieurstudium und trat 1906 in die „Rheinpfälzische Eisenindustrie GmbH St. Ingbert“ ein. Dabei investierte er eigenes Vermögen. Zwei Jahre später kaufte er zusammen mit seinem Schwager Richard Schlaudecker die Firma, da ein Insolvenzverfahren drohte. Die Firma nannte sich fortan „Rheinpfälzische Eisenindustrie, Inh. Kaiser und Schlaudecker, St. Ingbert“. Noch im selben Jahr ließ er sich beim Kaiserlichen Patentamt den Freifallmischer patentieren. In den 1910er Jahren entwickelte er Turmdrehkrane und schaffte damit einen Durchbruch für die Expansion des Unternehmens. Am 22. Februar 1927 wurde die Firma in Machinenfabrik Otto Kaiser umbenannt. Nach dem Zweiten Weltkrieg gab es noch einmal einen Aufschwung durch den europaweiten Vertrieb von Betonmischern. 1984 ging das Unternehmen in Konkurs und wurde durch Aufkauf als Firma ELBA-KAISER weitergeführt.

## Sonstiges
Er war Stifter des Altars in der Pfarrkirche St. Hildegard in St. Ingbert, die 1929 eingeweiht wurde. 
Mit seiner Ehefrau Anna Josephine Schlaudecker (* 1886)  hatte er zwei Töchter und einen Sohn, die jeweils kurz  nach der Geburt verstarben.

## Ehrungen
Kommerzienrat